# Evangelische Allianz Österreich
Die Evangelische Allianz Österreich (EAÖ) ist eine evangelikale Sammlungsbewegung aus verschiedenen christlichen Kirchen und religiösen Bekenntnisgemeinschaften. Die EAÖ ist Mitglied der Europäischen Evangelischen Allianz. Diese repräsentiert die Region Europa im Dachverband der Weltweiten Evangelischen Allianz. Sitz des österreichischen Vereins ist Bürmoos.

## Geschichte
Die Evangelische Allianz wurde 1846 in London gegründet. In Österreich fand die Internationale Allianzgebetswoche erstmals 1863 in Wien sowie in Oberschützen (im heutigen Burgenland, organisiert durch die evangelische Pfarrgemeinde) statt. In den ersten Jahrzehnten bemühten sich vor allem Pastoren von Freikirchen sowie Mitarbeiter missionarischer und diakonischer Werke um ein solches Miteinander.
Die Jahrzehnte von 1920 bis 1960 sind durch eine dichte Quellenlage gut dokumentiert. In den 1920er Jahren engagierten sich u. a. die Reformierten Hans Jaquemar und Hans Haberl. In den Nachkriegsjahrzehnten (also von 1945 bis in die 1960er Jahre) beteiligten sich auch leitende Vertreter der Evangelischen Kirche, etwa Georg Traar und Gustav Entz. Die bis dahin vor allem in der Hauptstadt Wien vertretene Allianz breitete sich nun auch auf die Bundesländer aus. 1975 wurde daher eine Österreichische Evangelische Allianz (ÖEA) gegründet, 1988 als Verein konstituiert (die behördliche Genehmigung, d. h. „Nichtuntersagung“, erfolgte 1989). Im Mai 2025 wurde die Allianz umbenannt in „Evangelische Allianz Österreich“.
Seit 1986 erscheint vierteljährlich der ALLIANZ SPIEGEL als übergemeindliches Informationsorgan.

## Glaubensbasis
Die Glaubensbasis der Weltweiten Evangelischen Allianz hebt acht Lehrsätze als grundlegend hervor:
Gott (dreieinig), Bibel (inspiriert und zuverlässig), Mensch (gefallen und sündhaft), Jesus (wurde Mensch und starb für die Menschen), Gerechtigkeit (zu empfangen durch den Glauben an Jesus), Heiliger Geist (bewirkt Wiedergeburt und heiligt), Gemeinde (gebildet aus den Glaubenden, zuständig fürs Weitersagen), Wiederkommen Jesu (und ewiges Leben der Glaubenden).
Diese Basis wurde von der ÖEA erläutert, so dass ihr Selbstverständnis erkennbar wird – als eine Orientierungshilfe z. B. für Gemeinschaften, die eine Zusammenarbeit mit der ÖEA überlegen. Die Präambel zu Beginn betont die im Alten und Neuen Testament gegebene Offenbarung. Die Erläuterung befasst sich mit dem Vorgang der Bibelauslegung:
„Um diese Offenbarung verstehen zu können, benötigen die meisten von uns eine Übersetzung in die eigene Sprache. Aber auch bei der Lektüre einer Bibelübersetzung verwenden wir unseren Verstand und unsere Erfahrung, wir benutzen Bibelkommentare und nehmen die Auslegungen christlicher Lehrer ernst. Und wir bitten den Heiligen Geist darum, dass er uns diese Offenbarung aufschließt. Das Verständnis dieser abgeschlossenen Offenbarung ergibt sich in einem Zusammenwirken mehrerer Faktoren. Der Inhalt der Offenbarung wird jedoch nicht ergänzt; wir erwarten nicht, dass spätere oder heutige Visionen eine solche Bedeutung haben sollten, dass sie auf derselben Ebene wie die genannte Offenbarung stehen.“

## Organisation

### Rechtsstellung
Die Allianz ist rechtlich als eingetragener Verein organisiert, der seinen Sitz in Bürmoos im Land Salzburg hat.

### Leitung
Bis 2022 war Christoph Grötzinger der Generalsekretär, seither übt Oliver Stozek diese Funktion aus. Seit der Wahl 2023  gehören zum Vorstand:
- Vorsitzender: Hans Widmann
- Vorsitzender-Stellvertreter: David Heusser
- Kassier: Rainer Saga
- Kassier-Stellvertreterin: Margit Eichhorn
- Schriftführer: Rudolf Borchert
- Schriftführer-Stellvertreterin: Andrea Sturm-Lauter

### Partnernetzwerk
Die ÖEA arbeitet mit verschiedenen christlichen Organisationen zusammen, viele davon sind freikirchlich oder evangelikal geprägt. Zu ihren Partnern gehören laut Website unter anderem (Auszug):
- Bund evangelikaler Gemeinden in Österreich
- Campus für Christus Österreich
- ERF Medien Österreich
- Freikirchen in Österreich
- Fackelträger-Zentren: Tauernhof Schladming und Schloss Klaus
- Jugend mit einer Mission
- Open Doors Schweiz und Österreich
- Operation Mobilisation (OM) Österreich
- Österreichische Studentenmission
- ProChrist
- Studiengemeinschaft "Wort und Wissen"